# Стамбульський виставковий та конгресовий центр Лютфі Кирдар
Стамбульський виставковий та конгресовий центр Лютфі Кирдар, часто називають Стамбульський Лютфі Кирдар ВКЦ (тур. İstanbul Lütfi Kırdar Uluslararası Kongre ve Sergi Sarayı), колишній Стамбульський спортивно-виставковий зал (тур. İstanbul Spor ve Sergi Sarayı) — багатоцільовий конференц-центр у районі Шишлі, Стамбул, Туреччина.
Стамбульський виставковий та конгресовий центр Лютфі Кирдар як головний корпус, а також його розширення, «Ярмарковий і виставковий центр Румелі» (тур. Rumeli Fuar ve Sergi Merkezi), приймають важливі з'їзди, ярмарки, концерти, виставки, а також соціальні та культурні заходи.

## Історія
Після екстраординарного успіху турецьких борців чемпіонаті Європи з боротьби 1947 року та літніх Олімпійських іграх 1948 року було вирішено, що чемпіонат Європи з боротьби 1949 року відбудеться у Стамбулі. Проте в місті бракувало приміщень для спортивних заходів, придатних для цієї події. Італійський архітектор Паоло Віетті-Віолі (1882—1965) і турецькі архітектори Щінасі Інгагігірау та Фазиль Айсу, які розробили також стадіон Іненю, підготували проект.
Новаторська будівля Стамбульського спортивного та виставкового залу була закладена 30 січня 1948 року в присутності мера мера Стамбула Лютфі Кирдара (1887—1961). Кирдар відмовився від пропозиції голови Стамбульської федерації футболу та спортсменів, зробленої під час церемонії, щоб назва будівлі була названа його ім'ям, та обґрунтував це тим, що це неетично, поки він живий і перебуває на посаді.
Будівля була відкрита 3 червня 1949 року для проведення чемпіонату Європи з боротьби. Наступною подією, що відбулася, стала Стамбульська міжнародна торгово-промислова виставка, що відбулася 2 жовтня 1949 року.
У великому залі центру на 7000 місць пройшли різні національні та міжнародні спортивні заходи (баскетбол, гандбол, волейбол, бокс, важка атлетика, боротьба, катання на ковзанах, змагання з хокею), танцювальні змагання, а також циркові шоу . Протягом багатьох років залишаючись єдиним в країні критим спортивним і виставковим залом, у приміщенні проводили ярмарки, концерти, зустрічі та виставки, використовуючи інші зали, коли це було необхідно.
17 лютого 1988 року будівля була названа на честь Лютфі Кирдара на його 27-у річницю смерті. У 1996 році споруда була перетворена на конференц-центр для проведення Habitat II, другої конференції Організації Об'єднаних Націй з населених пунктів і був перейменований тоді у «Стамбульський виставковий та конгресовий центр Лютфі Кирдар».
Щоб задовольнити зростаючий попит у цьому секторі, в 2000 році було розширено нову будівлю під назвою «Ярмарковий і виставковий центр Румелі».
Для проведення щорічних зборів Міжнародного валютного фонду та Світового банку у 2009 році центр був розширений за допомогою підземної структури з дев'яти рівнів на 120 000 м².

## Приміщення
Центр Лютфі Кирдар як головний корпус комплексу складається з аудиторії Anadolu з місткістю 2000 чоловік, зали Marmara, двох залів Topkapı, трьох залів Dolmabahçe, зали Galata, зали Haliç, трьох залів Sultan, трьох залів для зустрічей Barbaros, чотири конференц-зали Levent і VIP-кімнат.
Центр Rumeli пропонує 7000 м² простору як привілейований зал та ярмаркове приміщення у центрі міста. Верхній рівень — це простір на 3500 гостей площею 2100 м², що ділиться на чотири незалежні простори з фоє площею 1900 м². Нижній рівень з окремим входом. До складу будівлі входять зал засідань Hisar, невеликі зал для зустрічей на рівні мезоніну та тераса Rumeli.
Ресторан з традиціями, Boiaziçi Borsa, який працює сім днів на тиждень і здатний прийняти 250 гостей, також розміщений у центрі.
Будівля пов'язана з переходом до Стамбульського конгрес-центру та Harbiye Muhsin Ertuğrul Stage через вулицю, яка закрита для руху. Під цим будівельним комплексом доступна автостоянка на 1000 машин.